# Kweon Lee-jun
Kweon Lee-jun (koreanisch 권이준; * 24. Oktober 1997) ist ein ehemaliger südkoreanischer Snowboarder. Er startete in der Disziplin Halfpipe.

## Werdegang
Kweon belegte bei den Juniorenweltmeisterschaften 2012 in der Sierra Nevada den 31. Platz und bei den Juniorenweltmeisterschaften 2013 in Erzurum den 22. Rang. Erstmals im Snowboard-Weltcup startete er im August 2013 in Cardrona, wobei er den 42. Platz errang. Bei den Juniorenweltmeisterschaften 2014 in Chiesa in Valmalenco kam er auf den 21. Platz. In der Saison 2014/15 belegte er bei den Snowboard-Weltmeisterschaften 2015 am Kreischberg den 23. Platz und gewann bei den Juniorenweltmeisterschaften 2015 in Yabuli die Goldmedaille. In der folgenden Saison erreichte er in Cardrona mit dem 13. Platz seine beste Platzierung im Weltcup. Diese Platzierung wiederholte er im Februar 2017 in Pyeongchang und errang mit dem 20. Platz im Halfpipe-Weltcup sein bestes Gesamtergebnis. Zudem kam er bei den Snowboard-Weltmeisterschaften 2017 in der Sierra Nevada auf den 18. Platz und holte bei den Winter-Asienspielen 2017 in Sapporo die Silbermedaille. Im folgenden Jahr errang er bei den Olympischen Winterspielen in Pyeongchang den 21. Platz. In der Saison 2018/19 gewann er bei der Winter-Universiade 2019 in Krasnojarsk die Silbermedaille und belegte bei den Snowboard-Weltmeisterschaften 2019 in Park City den 24. Platz. Zuvor absolvierte er im Secret Garden Resort seinen 16. und damit letzten Weltcup, welchen er auf dem 14. Platz beendete.

## Teilnahmen an Weltmeisterschaften und Olympischen Winterspielen

### Olympische Spiele
- 2018 Pyeongchang: 21. Platz Halfpipe

### Weltmeisterschaften
- 2015 Kreischberg: 23. Platz Halfpipe
- 2017 Sierra Nevada: 18. Platz Halfpipe
- 2019 Park City: 24. Platz Halfpipe

## Weltcup-Gesamtplatzierungen
| Saison  | Gesamt/Freestyle | Gesamt/Freestyle | Halfpipe | Halfpipe |
| Saison  | Punkte           | Platz            | Punkte   | Platz    |
| ------- | ---------------- | ---------------- | -------- | -------- |
| 2013/14 | 64               | 124.             | 64       | 63.      |
| 2015/16 | 200              | 89.              | 200      | 39.      |
| 2016/17 | 454              | 80.              | 454      | 20.      |
| 2017/18 | 312              | 91.              | 312      | 35.      |
| 2018/19 | 290              | 90.              | 290      | 33.      |